# Николаева, Надежда Сергеевна
Наде́жда Серге́евна Никола́ева (23 марта 1922, Казань — 9 ноября 1988, Москва) — советский музыковед.

## Биография
Родилась 23 марта 1922 года в городе Казань.
Музыковед; в этом качестве работала с 1950 по 1988 года в Московской консерватории.
В 1941 поступила в Московскую консерваторию; окончила её с отличием в 1948 г., сразу по двум специальностям:
- «музыковедение» (у Р. И. Грубера); дипломная работа «Из истории русской фортепианной сонаты XX века»;
- «фортепиано» (у Я. И. Зака).

1948—1951 года — учёба в аспирантуре; научный руководитель: Р. И. Грубер.
1958 год — кандидат искусствоведения; диссертация: «Симфонии Чайковского. От „Зимних грёз“ к „Патетической“»
1971 — профессор; преподавала на кафедре истории зарубежной музыки Московской консерватории.
Скончалась 9 ноября 1988 года в Москве.

## Научная деятельность
Надежда Сергеевна Николаева является основателем крупной музыкально-исторической школы.
Под руководством Н.C. Николаевой были защищены 32 дипломные работы и 10 кандидатских диссертаций, тематика которых простирается от творчества Ф. Куперена до современной музыки стран Восточной Европы, Франции, Германии.
Среди её учеников:
- Е. Царёва,
- И. Коженова,
- Е. Гордина,
- Н. Гаврилова,
- Е. Гуревич,
- Н. Миронова,
- Е. Сысоева,
- М. Филимонова,
- О. Фадеева,
- Н. Зив,
- Л. Пешкова,
- Т. Плюскова-Борисова,
- В. Аксёнов,
- А. Филиппов.

Ей принадлежит ключевая роль в создании серии учебных пособий для студентов-музыковедов: «Музыка французской революции. Бетховен»; «Музыка Австрии и Германии XIX века». Кн. 1–3. Ядро этих коллективных трудов составляют очерки Николаевой о романтизме, об инструментальной музыке Бетховена и Р. Шумана, о симфониях И. Брамса, тетралогии «Кольцо нибелунга» Вагнера.
Надежда Сергеевна участвовала в международных научных конгрессах, посвященных творческому наследию:
- 1970 — Людвига ван Бетховена (Берлин)
- 1983 — Рихарда Вагнера (Лейпциг).

## Научные интересы
Интересовалась проблемами симфонизма, художественного метода и стиля.

## Публикации
Надежда Сергеевна — автор книг о симфониях П. И. Чайковского (1958), множества очерков и статей, посвященных творчеству немецких и австрийских композиторов XIX в., музыке Н. А. Римского-Корсакова, Чайковского, Н. Я. Мясковского, Г. Г. Галынина.
Труды Н. С. Николаевой переводились на иностранные языки.

## Память
Имя Н. С. Николаевой было занесено на мраморную доску выдающихся выпускников Московской консерватории.